# Way 2 Sexy
Way 2 Sexy è un singolo del rapper americano-canadese Drake,  pubblicato il 3 settembre 2021 come primo estratto dal sesto album in studio Certified Lover Boy.
Il brano vede la partecipazione dei rapper statunitensi Future e Young Thug e ha debuttato alla prima posizione della Billboard Hot 100.

## Antefatti
Way 2 Sexy è stato inizialmente annunciato per il 27 agosto 2021 per sfidare l'album di Kanye West Donda. DJ Akademiks ha pubblicato sui social media filmati delle riprese del video musicale e ha affermato che sarebbe coinciso con l'uscita di Donda, per via della faida tra Drake e West. Anche se alla fine non è stato pubblicato il 27 agosto, il 13 settembre 2021, Billboard ha annunciato che la canzone aveva iniziato ad avere un impatto sulle stazioni radiofoniche statunitensi come singolo principale dell'album.
Drake, Future e Young Thug avevano precedentemente collaborato per il brano D4L dal mixtape di Drake del 2020 Dark Lane Demo Tapes.

## Descrizione
Una traccia composta da bassi pesanti, campiona il singolo del 1991 I'm Too Sexy del gruppo musicale britannico Right Said Fred, che raggiunse la prima posizione della Hot 100 nel 1991. Way 2 Sexy è stata descritta come un brano trap da Sam Moore della rivista britannica The Independent.

## Video musicale
Il video musicale è stato pubblicato in concomitanza con l'usicita di Certified Lover Boy ed è stato diretto da Dave Meyers. Descritto come "ironico", vede Drake interpretare diversi personaggi, formando infine una boy band con Future e Young Thug. Nel video appare anche il cestista dei Los Angeles Clippers Kawhi Leonard.

## Classifiche

### Classifiche settimanali
| Classifica (2021) | Posizione massima |
| ----------------- | ----------------- |
| Australia         | 7                 |
| Austria           | 28                |
| Canada            | 3                 |
| Danimarca         | 16                |
| Francia           | 28                |
| Germania          | 66                |
| Grecia            | 3                 |
| Italia            | 57                |
| Lituania          | 19                |
| Norvegia          | 7                 |
| Nuova Zelanda     | 7                 |
| Portogallo        | 14                |
| Regno Unito       | 11                |
| Repubblica Ceca   | 42                |
| Romania           | 63                |
| Slovacchia        | 25                |
| Stati Uniti       | 1                 |
| Sudafrica         | 6                 |
| Svezia            | 25                |
| Svizzera          | 13                |
| Ungheria          | 32                |

### Classifiche di fine anno
| Classifica (2021) | Posizione |
| ----------------- | --------- |
| Canada            | 60        |
| Stati Uniti       | 48        |